# Harelbeekse spijker
De Harelbeekse spijker was een edelman in Harelbeke die in naam van de graaf graanbelastingen moest innen. Deze belastingen werden in natura verzameld in een opslagplaats of spijker. Het beroep van de Harelbeekse spijker duurde tot de Franse Revolutie.

## Etymologie
Spijker is afgeleid van het woord spicarium (enkelvoud: spica), Latijn voor korenaren. Terwijl het woord niet meer in gebruik is, betekende spijker oorspronkelijk een voorraadschuur voor koren. Dit is niet te verwarren met een graanschuur waar graan wordt opgeslagen na de oogst zonder dat ze gedorst zijn.

## Omschrijving
De boeren stonden in het ancien régime een tiende van hun opbrengsten af aan de heerser als belasting. Meestal besloeg dit koren. Deze vorm van belastingen of cijnzen werd vervolgens opgeslagen in een voorraadschuur of spijker. De grafelijke spijker stond in voor het innen en controleren van deze cijnzen en het vervolgens uitvoeren van het graan naar de overheden. Hij beschikte ook over Zijne Majesteyts Molen, een houten staakmolen met gesloten voet, om het koren te verwerken.
Naast belastingen beschikte de Harelbeekse spijker ook over rentegronden ten zuiden van de Wagenaarstraat. 

### Landgoed
Rond deze spijker zou een landgoed hebben gelegen waar de grafelijke spijker verbleef; het goed ‘Ter Walle’.  Dit landgoed bevond zich op de heerlijkheid Overacker.
Volgens Sanderus in zijn Flandria illustrata (1641) werden op deze locatie eertijds de resten van een groot kasteel opgegraven.

## Toponymie

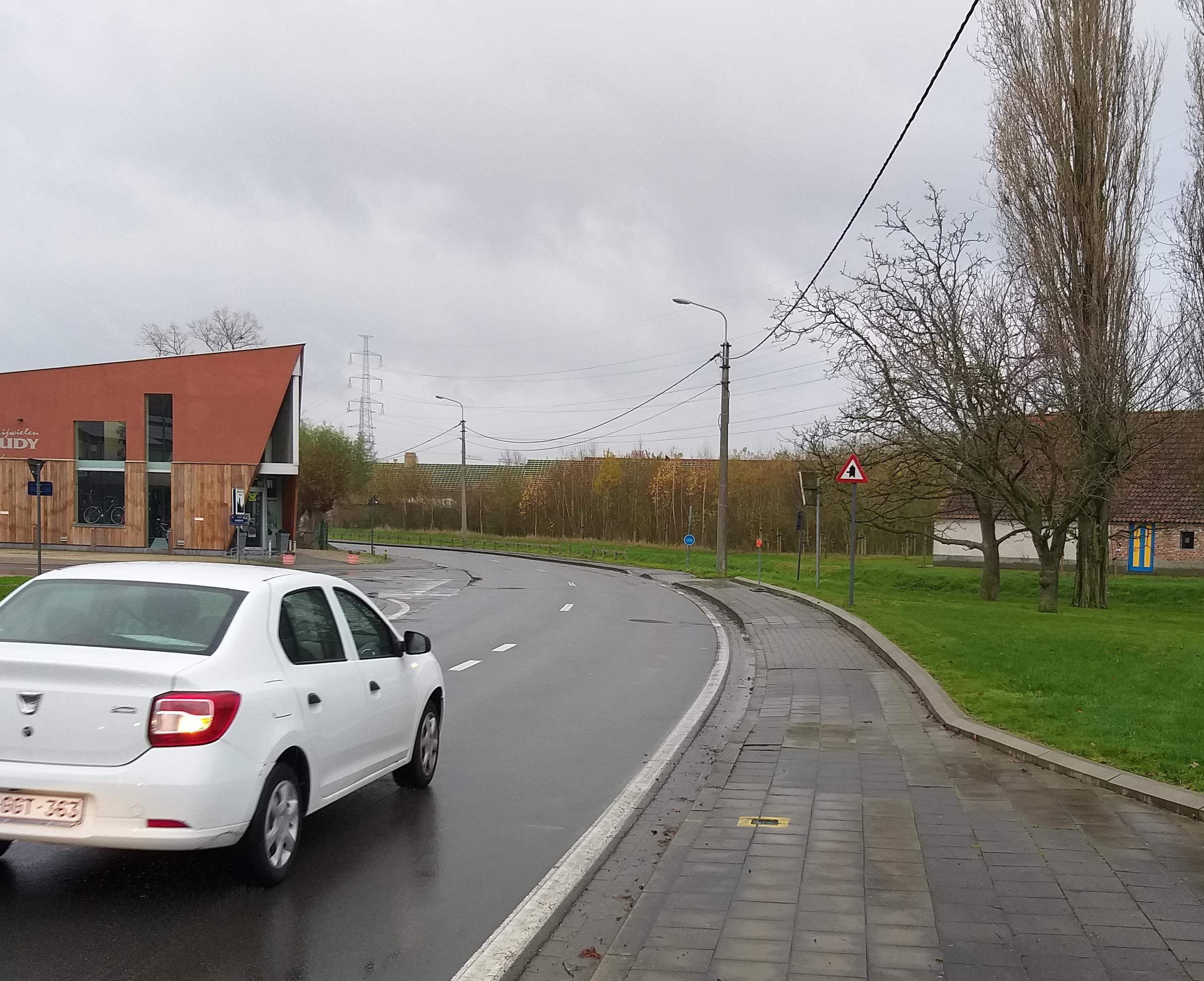
Spijkerlaan, Beveren-Leie

Plaatsen die verwijzen naar de Harelbeekse spijker zijn:
- De Spijkerlaan (in Harelbeke & Beveren-Leie)
- Het Spijckerbos (voormalig bos)